# Dzień patriotów
Dzień patriotów (tytuł oryg. Patriots Day) – hongkońsko–amerykański dreszczowiec w reżyserii Petera Berga, którego premiera odbyła się 17 listopada 2016 roku.
Zdjęcia do filmu były realizowane w mieście Boston, Peabody, Weymouth, Cambridge, Quincy, Malden, Framingham, Somerville oraz Newton.
Film zarobił 50 549 909	 dolarów.

## Obsada
Źródło: Filmweb

- Melissa Benoist – Katherine Russell
- Michelle Monaghan – Carol Saunders
- Mark Wahlberg – sierżant Tommy Saunders
- Kevin Bacon – Richard DesLauriers
- John Goodman – komisarz Ed Davis
- J.K. Simmons – sierżant Jeffrey Pugliese
- Lana Condor – dziewczyna Reeda
- Rachel Brosnahan – Jessica Kensky